# Mussolet de Guatemala
El mussolet de Guatemala (Glaucidium cobanense) és una espècie d'ocell de la família dels estrígids (Strigidae). Habita els boscos clars i subtropicals, de les terres altes interiors de l'extrem sud de Mèxic fins Guatemala i centre d'Hondures. El seu estat de conservació es considera de risc mínim.